# Spiradiclis spathulata
Spiradiclis spathulata là một loài thực vật có hoa trong họ Thiến thảo. Loài này được X.X.Chen & C.C.Huang miêu tả khoa học đầu tiên năm 1993.